# 七尾町
七尾町（ななおまち）は、石川県鹿島郡に存在した町である。

## 地理

### 隣接していた市町村
- 村
  - 東湊村・矢田郷村・西湊村

## 歴史

### 沿革
- 1875年（明治8年）3月2日 所口町から七尾町に呼称を統一する。
- 1889年（明治22年）4月1日 町村制の施行により、鹿島郡七尾町（鹿島郡湊町一丁目、湊町二丁目、今町、鍛冶町、川原町、塗師町、相生町、橘町、作事町、大手町、桧物町、府中町、生駒町、亀山町、一本杉町、阿良町、米町、三島町、木町、常磐町、白銀町、魚町、松本町及び富岡町の区域）を廃し、鹿島郡七尾町、府中村の区域一部、小島村の区域一部、所口村の区域の一部及び藤橋村の区域の一部の区域をもって鹿島郡七尾町を設置する。
- 1939年（昭和14年）7月20日 鹿島郡七尾町、東湊村、矢田郷村、徳田村、西湊村及び石崎村を廃し、鹿島郡七尾町、東湊村、矢田郷村、徳田村、西湊村、石崎村及び和倉町字奥原及び字和倉の区域をもって七尾市を設置する。